# (1824) Haworth
(1824) Haworth ist ein Hauptgürtelasteroid, der am 30. März 1952 am Goethe-Link-Observatorium im Zuge des Indiana Asteroid Programs entdeckt wurde.
Er ist nach dem Physiker Leland John Haworth (1904–1979) benannt.